# Bazilicale
Bazilicale este o culegere de texte juridice în 60 de cărți, alcătuită în secolele IX - X din ordinul împăraților bizantini Vasile I și Leon al VI-lea (Filozoful), constituind o sistematizare a părților care se mențineau în vigoare din codificarea lui Iustinian. Bazilicalele au servit procesului de supunere feudală a țărănimii din Imperiul bizantin și s-au aplicat, într-o măsură variabilă, în țările din sud-estul Europei în perioada feudalismului. În țările românești s-au aplicat până în 1865.

## Legături externe
- „Bazilicale” la DEX online